# آبخوست کوررنگ‌ها
آبخوست کوررنگ‌ها نام یک کتاب چاپ سال ۱۹۹۷ است. نویسنده آن الیور ساکس عصب‌شناس سرشناس است. این کتاب دربارهٔ مبتلایان به کوررنگی (آکروماتوپسیا) در آب‌سنگ حلقوی پینگلاپ در ایالات فدرال میکرونزی است. این بیماری بر اثر اختلال ژنتیکی چیرگی در مردم پینگلاپ پدید آمده‌است. نیمه دوم کتاب به راز بیماری لتیکو-بودیگ در گوآم می‌پردازد.